# 格雷亞卡鄉
44°06′33″N 26°20′12″E / 44.10917°N 26.33667°E
格雷亞卡鄉（羅馬尼亞語：Comuna Greaca, Giurgiu），是羅馬尼亞的鄉份，位於該國南部，由久爾久縣負責管轄，面積27平方公里，海拔高度73米，2007年人口2,499，人口密度每平方公里92人。